# Chiesa sulla Collina
La Chiesa sulla Collina (in romeno Biserica din Deal, in tedesco Bergkirche) è una chiesa della città di Sighișoara in Transilvania.

## Storia
Un'iscrizione testimonia che i lavori di costruzione della navata iniziarono nel 1429 e vennero completati nel 1483, anche se alcuni interventi continuarono nei decenni successivi. L'evoluzione di questo monumento fu ulteriormente segnata da due gravi eventi. Il primo avvenne durante l'assedio ungherese del 1704, quando il tetto e il campanile furono incendiati e le grandi campane crollarono. L'altro sfortunato evento fu il terremoto del 1838, quando le volte del coro crollarono completamente e furono successivamente sostituite con imitazioni in legno.

## Descrizione
L'edificio presenta uno stile neogotico.